# Elfriede Jelinek
Elfriede Jelinek (n. 20 octombrie 1946, Mürzzuschlag, Stiria, Austria) este o scriitoare austriacă, una din vocile puternice din perioada postbelică din spațiul de limbă germană. La 7 octombrie 2004 a primit Premiul Nobel pentru literatură pentru "cursul muzical al registrelor în romanele și dramele sale, care cu o pasiune verbală unică în felul său dezvăluie absurditatea și constrângerea clișeelor sociale".

## Date biografice
Elfriede Jelinek s-a născut în anul 1946 în Mürzzuschlag. Mama sa Olga, născută Buchner, provine dintr-o familie a marei burghezii vieneze. Tatăl ei, Friedrich Jelinek, de origine ceho-ebraică, decedat în 1969, a fost chimist. După absolvirea gimnaziului, Elfriede s-a înscris la Conservatorul din Viena, unde a studiat la început pianul și compoziția, mai târziu arta teatrală și istoria artei. În 1967 a fost nevoită să întrerupă studiul din cauza unor tulburări psihice cu stări anxioase și tendință la izolare.
În tradiția unei grupe vieneze, Elfriede Jelinek nu folosea la început majusculele, scria numai cu litere mici. În 1968 scrie primul său roman intitulat bukolit, pe care însă îl publică abia în 1979. În anul 1974 aderă la Partidul Comunist Austriac și se angajează în activitatea propagandistică, pentru ca în 1991 să se retragă din partid. Este căsătorită cu Gottfried Hüngsberg, compozitor de muzică pentru filme, din cercul artistic grupat în jurul regizorului german Rainer Werner Fassbinder.
Elfriede Jelinek înregistrează primul succes literar cu romanul Die liebhaberinnen (Amantele), apărut în 1975, o caricatură marxist-feministă a romanelor de colportaj. Urmează o serie de piese de teatru și romane, caracterizate printr-un stil agresiv și non-conformist, care provoacă o reacție ostilă din partea publicului și a criticii. Jelinek rămâne până în prezent o scriitoare controversată, în centrul polemicilor și al dezbaterilor sociale, totdeauna de actualitate. La aflarea atribuirii premiului Nobel pentru literatură a exclamat: "Mă bucur, desigur, dar mă simt mai degrabă înfricoșată". A decis să nu participe la festivitatea din Stockholm de decernare a premiului, întrucât nu se simte în stare să suporte ca persoană toate obligațiile ceremoniilor oficiale. "M-aș simți amenințată acolo".

## Opera literară

### Romane
- bukolit.hörroman, 1979
- wir sind lockvögel baby!, 1970
- Die Liebhaberinnen (Amantele), 1975
- Die Ausgesperrten (Exclusii), 1980
- Die Klavierspielerin (Pianista), 1983
- Oh Wildnis, oh Schutz vor ihr, 1985
- Lust (Lăcomie), 1989
- Die Kinder der Toten (Copiii morților), 1997
- Gier, 2000

### Drame
- Was geschah, nachdem Nora ihren Mann verlassen hatte, 1977
- Burgtheater, 1983
- Krankheit oder Moderne Frauen, 1984
- Totenauberg, 1991
- Raststätte, 1994
- Ein Sportstück, 1998
- Bambiland, 2003
- Babel, 2005
- Rechnitz 2008

### Traduceri în limba română
- Pianista, roman, traducere de Nora Iuga, Iași, Editura Polirom, 2004
- Exclusii, roman, traducere și note de Maria Irod, Iași, Editura Polirom, 2005
- Amantele, roman, traducere de Ana Mureșanu, Iași, Editura Polirom, 2006
- Lăcomie, roman, traducere și note de Maria Irod, Iași, Editura Polirom, 2008